# Gold in Neuguinea
Gold in Neuguinea ist ein US-amerikanischer Abenteuerfilm aus dem Jahr 1951 von Lewis R. Foster mit John Payne und Rhonda Fleming in den Hauptrollen. Der Film wurde von Pine-Thomas Productions in Zusammenarbeit mit Paramount Pictures produziert und basiert auf dem Roman New Guinea Gold von Thomson Burtis.

## Handlung
In einer Bar in Port Moresby auf Neuguinea planen Nick Brandon, Pilot einer Minengesellschaft, und Gerald Johnson einen Golddiebstahl. Kurz darauf nimmt Brandon einen Drink mit Katherine Shelley, als im Hafen der Schoner The Seeker einläuft. Der Besitzer des Schoners, Steve Singleton, wird von Johnson aufgesucht, der vorschlägt, ins Perlentauchergeschäft einzusteigen. Während Steve den Schoner bereitstellen soll, will Johnson für die Genehmigung, die Mannschaft und die Ausrüstung sorgen. Am Abend kommt Katherine an Bord des Schoners. Sie bittet Steve, sie mitzunehmen, weil sie die Freiheit liebe, und verbringt die Nacht auf dem Schiff. Am nächsten Morgen erscheint Johnson mit den Papieren, der Ausrüstung und der Mannschaft. Steve verabschiedet sich von Katherine und lässt die Segel setzen.
Zwei Wochen später sucht die Mannschaft immer noch nach der ersten Perle, als ein australisches Patrouillenboot längsseits geht. Steves Papiere werden für Fälschungen erklärt und er festgenommen. Zwar wird er schon kurze Zeit später wieder entlassen, doch in der Zwischenzeit wurde die The Seeker zwangsversteigert. Der neue Besitzer ist Johnson. In Port Moresby lernt Steve die Engländer Sir Daubrey und Algernon Sykes kennen und geht an Bord ihres maroden Schiffs The Susan. Steve repariert den Motor, und der beeindruckte Sir Daubrey bietet ihr die Kapitänsstelle an, da der vorherige Kapitän auf See verstorben ist. Die australischen Behörden befragen Daubrey und Sykes zu dem Todesfall. Zur gleichen Zeit erfährt Steve, dass Katherine zwei Wochen zuvor mit Brandon weggeflogen sei. Beide wurden seitdem nicht wieder gesehen. Außerdem erfährt er, dass Katherines Mann im Krieg gefallen ist und sie aus Trauer zur Alkoholikerin wurde.
Nach dem Verhör erklärt Sir Daubrey Steve, dass Brandons Wasserflugzeug mit Gold im Wert von 10 Millionen Dollar beladen war. Als Steve erfährt, dass auch Johnson auf der Suche nach dem Gold ist, akzeptiert er die Kapitänsstelle und geht mit seinem Freund und Helfer Bumidai an Bord der The Susan. Als ein See erreicht wird, entdecken Sir Daubrey und Sykes Brandons Leiche. Am Ufer werden sie von mit Speeren bewaffneten Eingeborenen beobachtet. Steve entdeckt mit einem Fernglas die gefangene Katherine im Dorf der Eingeborenen. Er überzeugt Sir Daubrey und Sykes, die geplant hatten, die australischen Behörden zu hintergehen und das Gold für sich zu behalten, ihm bei Katherines Rettung zu helfen, da sie ja weiß, wo das Flugzeug ist. Die Rettungsaktion gelingt, jedoch wird Bumidai dabei getötet. Katherine bedankt sich bei Steve und küsst ihn.
Am nächsten Tag sichtet Steve die The Seeker und schwimmt hinüber. Nach anfänglicher Besorgnis ist Johnson zur Zusammenarbeit bereit. Als auch die anderen an Bord der The Seeker sind, erzählt Katherine, wie es zum Absturz kam. Zudem enthüllt sie, dass Brandon mit Steve verfeindet war. Im Krieg hatte Brandon Steve in einem brennenden Flugzeug zum Sterben zurückgelassen. Den Absturzort gibt sie jedoch nicht preis. Sie sieht in Steve einen goldgierigen Opportunisten und beginnt zu trinken. Erst als sie betrunken ist, führt sie die Männer zu einem See, in dem das Flugzeug gestürzt ist. Steve will mit seinem Anteil seinen Schoner zurückkaufen und taucht mit Johnson nach den Goldbarren. Als sie die letzten beiden Barren hochholen, werfen Sir Daubrey und Sykes ein Netz auf sie. Steve kann sich mit einem Messer befreien und Johnson vor dem Ertrinken retten.
Auf dem Weg zurück nach Port Moresby überzeugt Steve die Engländer, dass sie sich gegenseitig betrügen. Der aufgebrachte Sykes greift seinen Partner an und wird während des Kampfes ins Wasser gestoßen. Krokodile schwimmen heran und ziehen ihn unter Wasser. Sir Daubrey wird von Speeren der Eingeborenen getroffen und getötet. Auch Johnson wird getroffen, bevor Steve sicheres Fahrwasser erreicht. Sterbend bittet Johnson Steve um Vergebung und ermutigt ihn, mit Katherine zusammenzubleiben. Später stechen die frisch verheirateten Steve und Katherine mit der The Seeker in See.

## Produktion

### Hintergrund
Gedreht wurde der Film ab Januar 1951 in Florida (Homosassa und Weeki Wachee) und in den Paramount-Studios in Hollywood.
Die Unterwasserszenen wurden in Weeki Wachee gedreht.

### Stab
Chuck Keehne und Helen Scovil Roup waren für das Kostümbild zuständig, Edith Head für die Garderobe von Rhonda Fleming.

### Musik
Der Titelsong Crosswinds stammte von Jay Livingston und Ray Evans.

## Synchronisation
| Rolle             | Schauspieler   | Deutscher Synchronsprecher |
| ----------------- | -------------- | -------------------------- |
| Steve Singleton   | John Payne     | Curt Ackermann             |
| Katherine Shelley | Rhonda Fleming | Tina Eilers                |
| Gerald Johnson    | Forrest Tucker | Hans Hinrich               |
| Sir Daubrey       | Alan Mowbray   | Erich Fiedler              |
| Algernon Sykes    | John Abbott    | Clemens Hasse              |
| Nick Brandon      | Robert Lowery  | Wolfgang Lukschy           |

## Veröffentlichung
Die Premiere des Films fand am 11. Oktober 1951 in Los Angeles statt. In der Bundesrepublik Deutschland kam er am 14. März 1953 in die Kinos, in Österreich im Mai 1953.

## Kritiken
Das Lexikon des internationalen Films schrieb: „Größtenteils recht vergnüglicher Abenteuerfilm.“